# Линколн Хајтс (Охајо)
Линколн Хајтс (енгл. Lincoln Heights) град је у америчкој савезној држави Охајо.

## Демографија
По попису из 2010. године број становника је 3.286, што је 827 (-20,1%) становника мање него 2000. године.
| Група             | 2000.         | 2010.         |
| Белци             | 23 (0,6%)     | 50 (1,5%)     |
| Афроамериканци    | 4.025 (97,9%) | 3.139 (95,5%) |
| Азијати           | 1 (0,0%)      | 1 (0,0%)      |
| Хиспаноамериканци | 35 (0,9%)     | 17 (0,5%)     |
| Укупно            | 4.113         | 3.286         |